# Frauenbach (Große Mühl)
Der Frauenbach ist ein unter 5 km langer Bach im Gebiet der Gemeinde Schwarzenberg am Böhmerwald in Oberösterreich und ein linker Zufluss der Großen Mühl.

## Geographie
Der Bach entspringt im Gemeindehauptort von Schwarzenberg am Böhmerwald auf einer Höhe von 738 m ü. A. und fließt etwa südwärts. Er fließt durch das Tal zwischen Dachsberg und Einsiedelberg, durch die Streusiedlung Hinteranger und durch das Waldgebiet Frauenholz, bis er auf einer Höhe von 595 m ü. A. nach der Rothmühle von Schwarzenbach linksseitig nach 4,52 km Lauf in die Große Mühl mündet. Das Einzugsgebiet des Frauenbachs erstreckt sich über eine Fläche von 4,19 km².
Die Verbindungsloipe Schwarzenberg – Klaffer, eine 6,3 km lange schwierige Langlaufloipe, verläuft zum Teil entlang des Frauenbachs. Die Wanderreitrouten Böhmerwald – Große Mühl und Böhmerwald – Wegscheid queren das Gewässer.

## Umwelt
Entlang des Frauenbachs entwickelten sich lineare Weichholzauen. Im Mündungsbereich liegt ein landschaftsästhetisch bedeutendes und über zwei Hektar großes Wiesenmosaik. Im Gewässer wurde das Bachneunauge (Lampetra planeri) nachgewiesen. Der Frauenbach ist Teil der 22.302 Hektar großen Important Bird Area Böhmerwald und Mühltal. Sein Mündungsgebiet gehört zum Europaschutzgebiet Böhmerwald-Mühltäler.